# Iglesia de San Benito (Caracas)
La Iglesia de San Benito o simplemente Parroquia San Benito a veces llamada también Iglesia de San José del Ávila y antes Abadía de San José del Ávila  es el nombre que recibe un edificio religioso afiliado a la Iglesia católica que se encuentra ubicado en el final de la Avenida Baralt e inicio de la Avenida Boyacá de San José del Ávila, en el Municipio Libertador al oeste del Distrito Metropolitano de Caracas, al centro norte del país sudamericano de Venezuela.
La parroquia que fue establecida en 1945 como Santuario que sigue el rito romano o latino depende del Arciprestazgo de Altagracia que a su vez es parte de la Archidiócesis de Caracas. Está relacionada con dos capillas: la capilla del Hospital Vargas y la capilla y preescolar San Benito y con el Santuario y Colegio de San José del Ávila. En 1965 paso ed ser un priorato a una Abadía para en 1985 ser establecida como iglesia parroquial dedicada a San Benito Abad.
Esta bajo la responsabilidad pastoral del padre Jhonatan Gonzalez.